# Кеповская волость
Кеповская волость (латыш. Ķepovas pagasts) — одна из 26 территориальных единиц Краславского края Латвии. Граничит с Асунской, Робежниекской, Сваринской и Берзинской волостями своего края. Административным центром волости является село Нейкшаны.